# Cimitirul Kerepesi

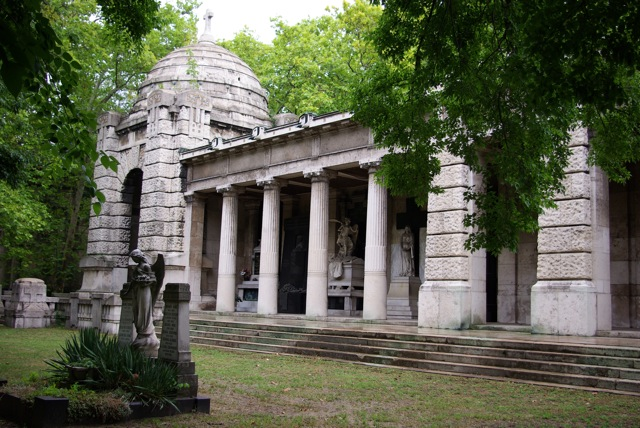
Arcadele cimitirului Kerepesi 1

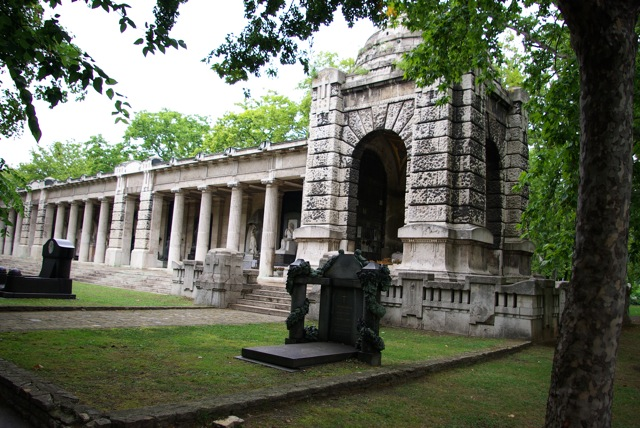
Arcadele cimitirului Kerepesi 2

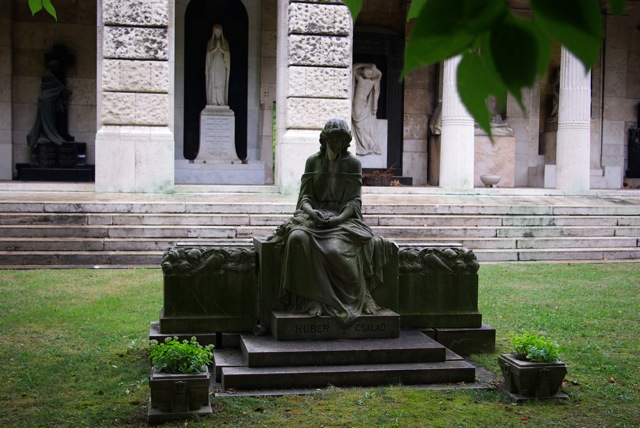
Arcadele cimitirului Kerepesi 3

Cimitirul Kerepesi (în maghiară Kerepesi úti temető sau Kerepesi temető, nume oficial: Fiumei úti nemzeti sírkert, tradus: Cimitirul Național de pe Calea Fiume) este cel mai renumit cimitir din Budapesta. Este unul dintre cele mai vechi cimitire din Ungaria, care s-a conservat aproape total în forma inițială.
În parcela ortodoxă și de-a lungul zidului din partea stângă a cimitirului (Bal oldali falsírboltok) își dorm somnul de veci membrii familiilor Grabovsky, Derra, Manno, Dumcia, Pometa, Trandafir, Gojdu, Șaguna, Lyka, Ioanovici, Bozda, Papacosta, Lepora, Vulpe, Ioanovici, Nedelcu, Stupa etc.

## Personalități înmormântate în Cimitirul Kerepesi

### A, Á
- Lajos Abafi (1840-1909) - scriitor, editor, istoric literar, entomolog, francmason maghiar de origine germană.
- Endre Ady (1877-1919) - poet.
- Aigner Sándor - arhitect.
- Alexy Károly - sculptor.
- Almásy Pál - politician.
- Ignác Alpár - arhitect.
- Alszeghy Kálmán - actor, director.
- Alvinczi József
- Zoltán Ambrus - scriitor
- Antall József - prim ministru, istoric, profesor, muzeolog.
- János Arany - poet
- László Arany (se află în același mormânt cu tatăl său, János Arany) - scriitor
- Asbóth Jenő
- Ábel Jenő
- Ábrányi Emil, ifj.
- Ábrányi Kornél

### B
- Mihály Babits, scriitor, poet, traducător
- Gyula Baghy
- József Bajza
- Béla Balázs, teoretician de film, poet, scriitor
- Bánhidi Antal, inginer, proiectant de aeronave și pilot.
- Miklós Barabás, pictor.
- Barcza Gedeon (1911-1986) - șahist, profesor de șah și scriitor.
- Jenő Barcsay
- Bárczy István
- Lajos Batthyány, primul prim-ministru al Ungariei, luptător pentru libertate.
- Benza Ida cântăreață de operă
- István Bethlen, politician, prim ministru al Ungariei
- Ákos Beöthy
- László Beöthy, scriitor
- Zsolt Beöthy
- Berán Lajos
- Bihari Sándor pictor
- Lujza Blaha, actriță
- Bláthy Ottó Titusz inginer mecanic, inventator
- Bortnyik Sándor (1893–1976), pictor
- Lajos Bodoki
- János Nagy (1940–2007), solist de operă

### C
- Cholnoky Jenő geograf, profesor
- Ádám Clark, inginer scoțian

### Cs
- Csillag Teréz actriță
- Csontváry Kosztka Tivadar pictor
- Csók István (1865–1961) pictor distins cu Premiul Kossuth
- Gyula Csortos, actor
- Czuczor Gergely (1800–1860) lingvist, scriitor, poet

### D
- Karol Gustaw d’Abancourt de Franqueville (1811-1849), locotenent polonez 
  - Noszlopy Gáspár,
  - Imre Szacsvay,
  - Peter Giron,
  - Kolosy György,
  - Jubál Károly,
  - Sárközy Sándor,
  - Streith Miklós,
  - Csernyus Emmánuel.
- Dáni Balázs (1864-1944) militar, deputat
- Damjanich Jánosné n. Emília Csernovics (1819–1909)
- Béla Miklós Dálnoki (1890–1948), general, prim-ministru
- Ferenc Deák, om politic maghiar
- Kozineki Diósy Sándor general

### E, É
- Egressy Béni
- Erkel Ferenc
- Erkel Sándor compozitor
- Evva Lajos scriitor
- Énekes István campion olimpic la box
- Érdy János arheolog

### F
- János Fadrusz, sculptor
- György Faludy, scriitor, poet, traducător
- Faragó Géza pictor, grafician
- Fejér Lipót (1880-1959) matematician
- Fejtő Ferenc
- Ferenczi Zoltán (1857–1927), istoric literar, bibliotecar
- Flór Ferenc
- Forster Géza

### G
- Ganz Ábrahám
- Garay János (1812–1853) poet, jurnalist
- Peter Giron
- Gyula Gömbös, politician, prim-ministru
- Artúr Görgey (1818–1916), general, conducător al Revoluției Maghiare din 1848-1849

### Gy
- György Aladár
- Pál Gyulai

### H
- Haan Rudolf Mihály mare proprietar de hotel
- Alajos Hauszmann
- Heim Pál (1875–1929) medic pediatru
- Jenő Heltai (1871–1957), prozator, poet, ziarist maghiar
- Holló Lajos (1859–1918) jurnalist, politician
- Horger Antal lingvist, profesor
- Mihály Horváth (1809–1878), teolog și istoric maghiar, participant activ la Revoluția Maghiară de la 1848 și ministru al religiei și educației publice în guvernul revoluționar maghiar (2 mai - 11 august 1849)
- Vilma Hugonnai (1847–1922), prima femeie medic maghiară
- Sándor Hunyady (1890–1942) scriitor, poet, jurnalist

### I, Í
- Ignotus, inițial Hugó Veigelsberg (1869–1949) critic, poet, scriitor
- Ilku Pál (1912–1973) politician, ofițer militar
- Béla Illés (1895–1974), scriitor, jurnalist
- Illés Lajos (1942–2007) muzician, compozitor
- Illyefalvi I. Lajos (1881–1944) statistician
- Ilosvay Lajos (1851–1936) chimist
- Béla Imrédy (1891–1946), politician, prim-ministru
- Gyula Indali (1851–1880) poet
- Dániel Irányi (1822–1892) politician
- Irk Károly (1882–1924) chimist
- Istóczy Győző (1842–1915) politician, avocat
- Iszer Károly (1860–1929) jurnalist sportiv
- Ivánfi Jenő (1863–1922) actor, regizor de teatru
- Iványi-Grünwald Béla (1867–1940) pictor
- Izsó Miklós (1831–1875) sculptor

### J
- Jakab Ödön (1854–1931) poet, scriitor, istoric literar
- Jakabházy Zsigmond (1867–1945) farmacolog, medic
- Jakubovich Emil (1883–1935) lingvist, paleograf
- Jankó János, id. (1833–1896) pictor, grafician
- Jankó János, ifj. (1868–1902) etnograf
- Jánosi Béla (1857–1921) estetician
- Jánossy Lajos (1912–1978) fizician
- Janny Gyula (1842–1916) chirurg
- Járitz Józsa (1893–1986) pictor
- Jász Géza (1863–1937) filozof
- Mari Jászai (1850–1926), actor
- Jekelfalussy Lajos (1828–1899) politician
- Jendrassik Ernő (1858–1921) medic internist, neurolog
- Jendrassik Jenő (1824–1891) fiziolog
- Jerney János (1800–1855) istoric, lingvist, explorator
- Jeszenszky Sándor (1852–1917) jurist, politician
- Jóború Magda (1918–1982) pedagog, politician pe probleme de cultură
- Mór Jókai (1825–1904), scriitor
- Róza Jókai (1861–1936), pictoriță, scriitoare
- Jolán Jókay (1849–1922), scriitoare
- Jordán Károly (1871–1959) matematician
- Josipovich Géza (1857–1934) politician
- Attila József (1905–1937), poet
- József Jolán (1899–1950) scriitor
- Jubál Károly (1818–1853) profesor, liderul mișcării de independență din 1850-1851
- Juhász Andor (1864–1940) avocat
- Juhász Gyula (1930–1993) istoric
- Jungfer Gyula (1841–1908) artizan, artist
- Jurányi Lajos (1837–1897) botanist
- Justh Gyula (1850–1917) politician
- Jutassy Ödön (1870–1945) jurnalist

### K
- Kaas Ivor (1842–1910) om politic, jurnalist
- Kabdebó Gyula (1874–1926) arhitect
- Kacziány Ödön (1852–1933) pictor
- Kacsóh Pongrác (1873–1923) compozitor, dirijor
- János Kádár (1912–1989), politician
- Kadosa Pál (1903–1983) compozitor, pianist
- Kahána Mózes (1897–1974) poet, scriitor
- Kaiser Károly (1864–1929) inginer chimist, cercetător
- Kajlinger Mihály (1860–1924) inginer mecanic
- Kállai Gyula (1910–1996) politician
- Kallina Mór (1844–1913) arhitect
- Kallós Ede (1866–1950) sculptor
- Kalmár Tibor (1893–1944) compozitor, dirijor
- Kamermayer Károly (1829–1897) politician local
- Kandó Kálmán (1869–1931) inginer mecanic
- Kandó László (1886–1950) pictor
- Káplány Géza (1880–1952) bibliotecar
- Karácsony Sándor (1891–1952) pedagog, filozof
- Karch Kristóf (1877–1955) economist
- Ferenc Karinthy (1921–1992), scriitor
- Frigyes Karinthy (1887–1938), scriitor
- Karinthy Gábor (1914–1974) poet
- Karl János (1842–1882) zoolog
- Karlovszky Bertalan (1858–1938) pictor
- Károly Rezső (1868–1945) botanist
- Károlyi Árpád (1853–1940) istoric, arhivar
- Mihály Károlyi (1875–1955), politician, președinte al Ungariei
- Kasselik Ferenc (1795–1884) arhitect
- Kaszás Ferenc (1922–1974) ofițer militar
- Katona Lajos (1862–1910) etnograf, filolog, istoric literar
- Kauser József (1848–1919) arhitect
- Kautz Gyula (1829–1909) economist
- Kazaliczky Antal (1852–1917) actor
- Kelen Béla (1870–1946) radiolog
- Kelen Jolán (1891–1979) politician pe probleme de cultură, istoric
- Kelety Gusztáv (1834–1902) pictor, critic de artă
- Kéméndy Jenő (1860–1925) pictor, designer vestimentar
- Kemény Gábor (1883–1948) pedagog
- Kempelen Béla (1874–1952) generalogist, istoric heraldist
- Kenyeres Balázs (1865–1940) medic legist
- Kerékgyártó Árpád Alajos (1818–1902) istoric
- Keresztessy József (1819–1895) scrimă
- Kerkapoly Károly (1824–1891) om politic, economist
- Kern Aurél (1871–1928) muzicolog, compozitor
- Kerner István (1867–1929) dirijor
- Károly Kertbeny (1824–1882), traducător, bibliograf
- Kétly Károly (1839–1927) medic internist
- Király György (1887–1922) istoric literar
- Király János (1858–1929) avocat
- Királyi Pál József (1818–1892) politician, jurnalist
- Kisfaludi Strobl Zsigmond (1884–1975) sculptor
- Károly Kisfaludy (1788–1830), dramaturg, romancier, poet
- Kisházi Ödön (1900–1975) politician
- Kismarty-Lechner Jenő (1878–1962) arhitect
- Kiss Árpád (1918–1970) politician
- Kiss Ferenc (1791–1859) arheolog, numismat
- Kiss György (1852–1919) sculptor
- Kiss Irén (1869–1942) actriță
- Kiss István (1927–1997) sculptor
- Kiss János (1857–1930) filozof
- Kiss József (1748–1812) inginer hidrolog
- Kiss Károly (1903–1983) politician
- György Klapka (1820–1892), general
- Klein Gyula (1844–1915) botanist, micolog
- Klösz György (1844–1913) fotograf
- Klug Nándor (1845–1909) medic, fiziolog, biofizician
- Klupathy Jenő (1861–1931) fizician
- Kmetty János (1889–1975) pictor, grafician
- Knopp Imre (1867–1945) pictor
- Kóczé Antal (1872–1926) violonist rom
- Kóka Ferenc (1934–1997) pictor
- Kolbenheyer Gyula (1851–1918) arhitect, pictor
- Kollár József (1870–1943) arhitect
- Kolossváry Dezső (1854–1919) ofițer militar
- Kolta Ervin (1897–1976) medic internist, neurolog
- Koltai Virgil Antal (1857–1907) pedagog, traducător
- Koltói Anna (1891–1944) politician
- Komját Aladár (1891–1937) poet, jurnalist
- Komját Irén (1895–1982) jurnalist
- Komjáthy Jenő (1858–1895) poet
- Komlóssy Ida (1822–1893) actriță
- Komócsin Zoltán (1923–1974) politician
- Komor Imre (1902–1966) jurnalist
- Konek Sándor (1819–1882) statistician
- Konkoly-Thege Gyula (1876–1942) statistician
- Kónya Albert (1917–1988) fizician, politician pe probleme de educație
- Kónyi Gyula (1923–1976) politician
- Kopré József (1919–2000) poet
- Korach Mór (1888–1975) inginer chimist
- id. Korányi Frigyes (1828–1913) medic internist
- ifj. Korányi Frigyes (1869–1935) politician pe probleme de economie
- Korányi Sándor (1866–1944) medic internist
- Korb Flóris Nándor (1860–1930) arhitect
- Korizmics László (1816–1886) agricultor, politician pe probleme agricole
- Koroda Miklós (1909–1978) scriitor, jurnalist
- Koroda Pál (1858–1933) poet, scriitor
- Kóródy Béla (1901–1944) jurnalist
- Koroknyai Ottó (1856–1898) pictor
- Korvin Ottó (1894–1918) membru al Comitetului Executiv de Război
- Kossa István (1904–1965) politician
- Kossuth Ferenc (1841–1914) politician
- Lajos Kossuth (1802–1894), politician, guvernator al Ungariei
- Koszta József (1861–1949) pictor
- Ádám Kosztolányi (1915–1980), scriitor
- Dezső Kosztolányi (1885–1936), poet, traducător, scriitor
- Kovách Aladár (1866–1922) medic chirurg
- Kovács István (1913–1996) fizician
- Kovács József (1832–1897) medic chirurg
- Kovács Sebestény Aladár (1858–1921) inginer hidrolog
- Kovács Sebestény Endre (1814–1878) medic chirurg
- Kovácsy Sándor (1892–1968) bibliotecar
- Kovács Gyula (1849–1935) avocat
- Kozma Andor (1861–1933) poet, traducător
- Kozma Lajos (1884–1948) arhitect, designer, grafician
- Kozma Sándor (1825–1897) avocat
- Köllő Miklós (1861–1900) sculptor
- Kőnig Dénes (1884–1944) matematician
- Kőnig Gyula (1849–1913) matematician
- Köpesdy Sándor (1840–1925) pedagog
- Környey Béla (1875–1925) cântăreață de operă
- Kőrösi Albin (1860–1936) traducător
- Köteles Jenő (1914–1966) ofițer militar
- Kövér Lajos (1825–1863) scriitor
- Kövesligethy Radó (1862–1934) fizician, astronom
- Kövess Hermann (1854–1924) ofițer militar
- Kövessy Albert (1860–1924) regizor de teatru
- Kresz Géza
- Gyula Krúdy  (1878-1933), scriitor
- Kruspér István (1818–1905) metrolog, geodezist

### L
- Róza Laborfalvi
- Lajta Béla
- Lánczy Leó
- Lechner Ödön
- Lesznai Anna (1885–1966) poet, grafician, artist
- Lotz Károly
- Lükő Gábor cercetător etnografic

### M
- Viktor Madarász (1830–1917), pictor
- Maderspach Károlyné Buchwald Franciska (1804–1880), o victimă a războiului de independență
- Mahunka Imre (1859–1923), producător de mobilă și membru al Adunării Naționale
- Malonyai Dezső (1866–1916), scriitor, istoric de artă
- Maróczy Géza (1870–1951), jucător internațional de șah
- Ferenc Mádl (1931–2011), jurist maghiar, laureat al premiului Széchenyi, președintele Ungariei între 2000 și 2005
- Medgyessy Ferenc (1881–1958) sculptor
- Mednyánszky László (1852–1919), pictor
- Mészöly Géza (1844–1887), pictor
- Kálmán Mikszáth (1847–1910), scriitor, jurnalist, membru al Parlamentului Ungariei, membru al Academiei Maghiare de Științe
- Molnár Erik (1894–1966), istoric, om politic
- Zsigmond Móricz (1879–1942), scriitor, jurnalist, editor
- Munkácsy Mihály (1844–1900), pictor

### N
- Nagy Balogh János (1874–1919) pictor
- Nagy Imre (1849–1893) primul artist de dramă al Teatrului Național Maghiar
- Noszlopy Gáspár

### O
- Orlai Petrich Soma
- Ortutay Gyula
- Ódry Árpád

### P
- Albert Pákh
- Papp-Váry Elemérné
- Pauler Tivadar (1816-1886) avocat, profesor universitar, ministru
- Familia Petőfi
- Pethő Sándor (1885–1940) publicist, istoric, fondator și redactor-șef al ziarului Națiunea Maghiară
- Pór Bertalan (1880–1964) pictor
- Pulszky Ferenc (1814–1897) politician, arheolog, istoric de artă, membru al Academiei Maghiare de Științe
- Puskás Tivadar

### R
- Radics Béla (1867–1930) violonist rom, compozitor
- Miklós Radnóti
- László Rajk (1909–1949), politician, ministru
- Ranschburg Jenő
- Rátkai Márton (1881–1951) actor
- Reviczky Gyula (1855–1889) poet
- Réti István
- Rózsa Ferenc, politician, jurnalist

### S
- Sándor Sajó, poet
- Ferenc Salamon (1825–1892), critic literar, istoric
- Imre Sarkadi (1921–1961), scriitor
- József Simonyi, báró (1777–1837), colonel de husari, imortalizat în piesa A legvitézebb huszár (în maghiară Cel mai curajos husar)
- Ignác Semmelweis, medic
- Kálmán Sértő, poet
- Sándor Sík, poet
- Sándor Solymossy
- Béla Somogyi, jurnalist
- Imre Steindl
- Károly Stephanides, compozitor, dirijor
- ifj. Károly Stephanides, dirijor
- Alajos Stróbl, sculptor

### Sz
- Dezső Szabó
- Szabó Lőrinc
- Szacsvay Imre
- Szerb Antal
- Ede Szigligeti
- Szilágyi Dezső (1840–1901) politician, ministru de justiție, profesor universitar, membru al Academiei Maghiare de Științe
- Leó Szilárd
- Júlia Szendrey
- Szentpétery Zsigmond (1798-1858) actor, membru fondator al Teatrului Național

### T
- Károly Tagányi, arhivar, istoric
- Mihály Táncsics, politician, revoluționar
- Lajos Thallóczy (1856–1916), istoric
- Károly Than (1834–1908), chimist
- István Thomán, pianist
- Ferenc Toldy (1805–1875), istoric literar
- Ede Tóth (1844–1876), dramaturg
- Sophie Török (născută Ilona Tanner) - vezi și Mihály Babits
- Ágoston Trefort (1817–1888) politician, om de cultură

### V
- Membrii familiei Varnus
- Vas Gereben (1823–1868) scriitor
- Vámbéry Ármin
- Vásárhelyi Pál
- Mihály Vörösmarty

### W
- Wartha Vince
- Wekerle Sándor
- Wohl Janka

### X
- Xántus János

### Y
- Miklós Ybl

### Z
- György Zala
- Mihály Zichy

### Zs
- Vilmos Zsigmondy, inginer minier